# HAD
HAD fue un cohete sonda australiano de dos etapas basado en los motores Gosling y LAPStar británicos. Se lanzaron 66 HAD en total, entre el 24 de abril de 1961 y el 1 de noviembre de 1966, básicamente en misiones de aeronomía.

## Especificaciones
- Apogeo: 130 km
- Empuje en despegue: 130 kN
- Masa total: 300 kg
- Diámetro: 0,26 m
- Longitud total: 6,1 m